# Île de la Chaussée
L’île de la Chaussée, également île de la Grenouillère ou île de Croissy, est une île de la Seine, longue de 2,5 kilomètres environ, située dans les Yvelines entre Bougival et Rueil-Malmaison sur la rive gauche, et Croissy-sur-Seine sur la rive droite. Au XVIIe siècle, l'île de Croissy (actuelle île de la Grenouillère) et l'île de la Chaussée ont été soudées pour n'en former qu'une. Mais elles ont conservé leurs dénominations respectives.
Administrativement, l'île de la Chaussée est sur le territoire de la commune de Bougival (la partie nommée île de la Grenouillère est sur le territoire de Croissy-sur-Seine). Elle se trouve entre l’île des Impressionnistes en amont à laquelle elle est reliée par une digue et l’île de la Loge en aval, dont elle est séparée par les écluses de Bougival.
Cette île est traversée par le pont du Maréchal-de-Lattre-de-Tassigny (route départementale 321) reliant Bougival à Croissy-sur-Seine.
Elle accueille actuellement, dans sa pointe amont, le golf de la Grenouillère, ainsi qu'un parc municipal et des installations sportives privées et publiques.
Une halte fluviale, située côté Bougival près du pont, propose eau et électricité aux bateaux  de passage.

## Toponymie
« Chaussée » est le nom d'un lieu-dit de Bougival.
La Grenouillère était un établissement de bains et une guinguette de l'île de Croissy.

## Historique
En mars 845, les Vikings, après avoir remonté la Seine, y débarquèrent. Charles le Chauve accourut aussitôt pour les combattre mais ils repassèrent la Seine à l'endroit où se trouve Croissy-sur-Seine.
En 1346, les Anglais s'emparèrent de la Chaussée, la pillèrent et la brûlèrent.
Il y avait une maladrerie dont la chapelle existait encore à la fin du XVIe siècle.
Il existe à la Chaussée un château qui fut habité par Gabrielle d'Estrées.
L'île de la Grenouillère abritait une plage microscopique sur laquelle se pressèrent les peintres paysagistes romantiques puis les impressionnistes.
Les premiers à la fréquenter en été sont en effet des peintres de Barbizon attirés par sa nature intacte, les vues inédites qu'elle offre sur la Seine, ou encore le canotage et les fritures de poisson que proposent les pêcheurs des restaurants du quai de Bougival ou de Croissy-sur-Seine.
Louis Français, Célestin Nanteuil, Camille Corot, Gustave Courbet, Théodore Rousseau fréquentent ainsi l'Auberge Souvent, dès 1835 pour les deux premiers. Ces derniers se cotisent notamment avec Auguste Anastasi et Eugène Desjobert pour acquérir une petite barque appelée à devenir un bateau atelier et nommée « La Grenouille ». En ce sens, ce bateau atelier n'est pas sans évoquer celui de Charles Daubigny sur l'Oise puis celui de Claude Monet à Argenteuil.
En 1852, François et Félicité Seurin installent des tentes sur cette plage pour une restauration rapide des habitués toujours plus nombreux, venus notamment par le chemin de fer reliant la gare Saint-Lazare à la gare de Chatou. C'est la naissance de la Grenouillère.
En 1857, les Seurin installent à demeure sur la rive, côté Rueil, deux péniches, l'une faisant office de café en journée et de salle de danse le soir ; l'autre de cabines de bains. Les nantis du second Empire s'écrasent sur l'îlot minuscule faisant face à la rive, et dit, l'« îlot de la Grenouillère », le « Pot à fleurs », le « Camembert » ou l'« île de Saint-Caleçon ». La consécration du lieu tient à la visite (nocturne) de Napoléon III et de son épouse, en août 1869.
Peu après, Monet et Renoir font de la Grenouillère un des hauts lieux de l'impressionnisme en Île-de-France.